# Liste von Straßennamen in Prag
Diese Liste enthält Straßennamen in Prag in tschechischer und -deutscher Sprache. Sie ist nicht vollständig und kann ergänzt werden.

## Historische Innenstadt

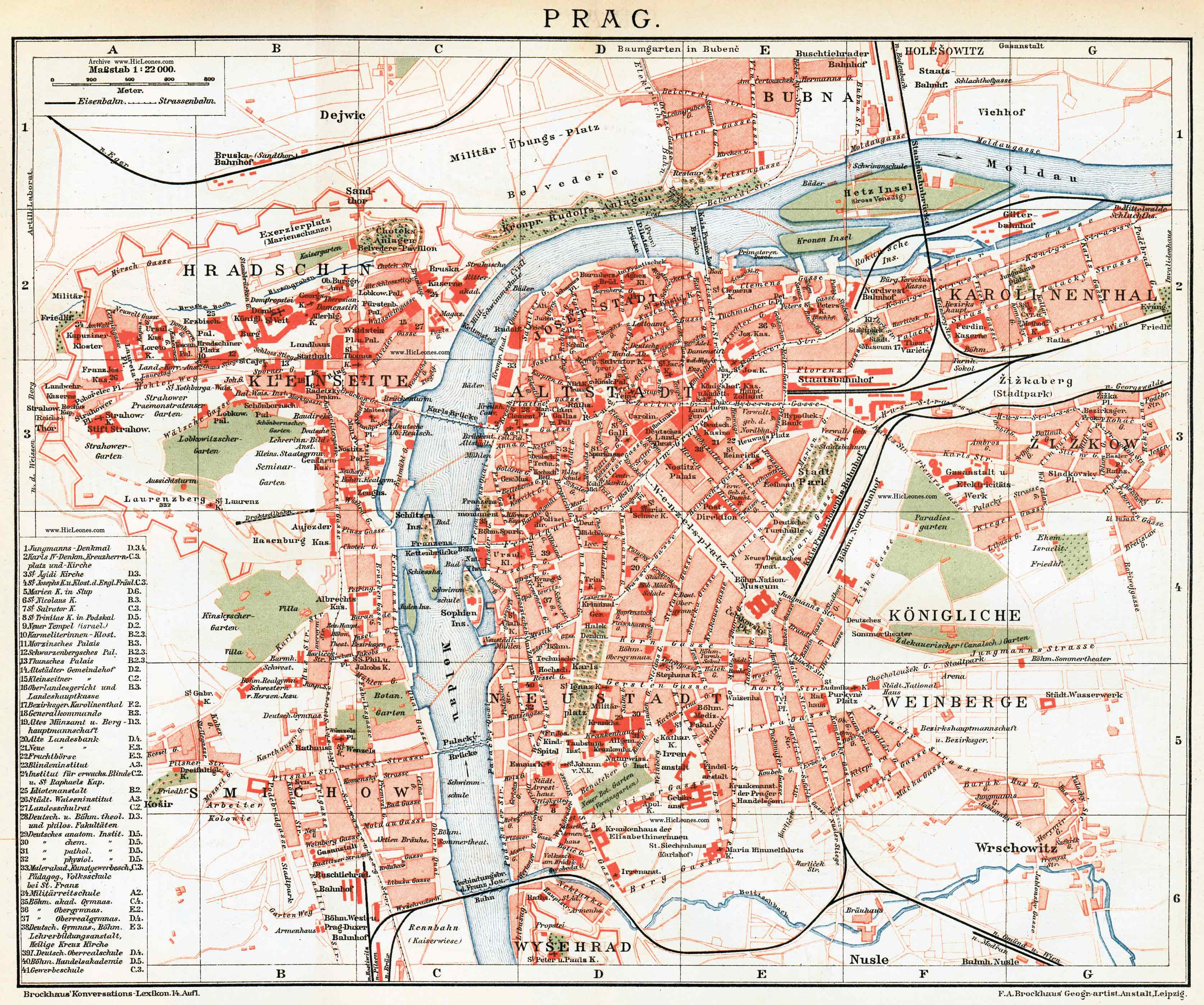
Stadtplan 1885

Straßennamen in der Altstadt, der Neustadt, der Kleinseite und dem Hradschin in Auswahl.
| Tschechischer Name     | Deutscher Name                | Stadtteil  | Bemerkungen                  |  |
| ---------------------- | ----------------------------- | ---------- | ---------------------------- |  |
| Aněžská ulice          | Annagasse                     |            |                              |  |
| Bartolomějská ulice    | Bartholomäusgasse             |            |                              |  |
| Betlémská ulice        | Bethlehemsgasse               |            |                              |  |
| Celetná ulice          | Zeltnergasse                  |            |                              |  |
| Dlouhá třída           | Lange Gasse                   |            |                              |  |
| Dlážděná ulice         | Pflastergasse                 |            |                              |  |
| Dušní ulice            | Geistgasse                    |            |                              |  |
| Havelská ulice         | Gallusgasse                   |            |                              |  |
| Horska ulice           | Berggasse                     |            |                              |  |
| Hradčanské náměstí     | Burgplatz                     | Hradschin  |                              |  |
| Husova ulice           | Husgasse                      |            |                              |  |
| Hvězda                 | Schloss Stern                 |            |                              |  |
| Hybernská ulice        | Hybernergasse                 |            |                              |  |
| Jakubská ulice         | Jakobsgasse                   |            |                              |  |
| Jánský vršek           | Johannesberggasse             |            |                              |  |
| Ječná ulice            | Gerstengasse                  |            |                              |  |
| Jilská ulice           | Aegidigasse                   |            |                              |  |
| Jindřišská ulice       | Heinrichsgasse                |            |                              |  |
| Jiřské náměstí         | Georgsplatz                   |            |                              |  |
| Kanovnická ulice       | Kanonikergasse                |            |                              |  |
| Kaprová ulice          | Karpfengasse                  |            |                              |  |
| Karlová ulice          | Karlsgasse                    |            |                              |  |
| Karlovo náměstí        | Karlsplatz                    | Neustadt   |                              |  |
| Karmelitská ulice      | Karmelitergasse               |            |                              |  |
| Karolíny Světlé        | Brückenmühlgasse              |            | benannt nach Karolína Světlá |  |
| Ke Karlovu             | Zum Karlshof                  |            |                              |  |
| Kozí ulice             | Ziegengasse                   |            |                              |  |
| Křižovnické náměstí    | Kreuzherrenplatz              |            |                              |  |
| Křižovnická ulice      | Kreuzherrengasse              |            |                              |  |
| Lázeňská ulice         | Badgasse                      |            |                              |  |
| Loretánská ulice       | Loretogasse                   |            |                              |  |
| Malá Štupartská        | Kleine Stuppartgasse          |            |                              |  |
| Malé náměstí           | Kleiner Ring                  |            |                              |  |
| Malostranské náměstí   | Kleinseitner Ring             | Kleinseite |                              |  |
| Maltézké náměstí       | Malteserplatz                 |            |                              |  |
| Martinská ulice        | Martinsgasse                  |            |                              |  |
| Masná ulice            | Fleischmarktgasse             |            |                              |  |
| Míšenská ulice         | Meißnergasse                  |            |                              |  |
| Mostecká ulice         | Brückengasse                  |            |                              |  |
| Na Poříčí              | Am Poritsch                   |            |                              |  |
| Na příkopě             | Am Graben                     | Neustadt   |                              |  |
| Na Slovanech           | Am Emauskloster               |            |                              |  |
| Na slupi               | Auf der Säul                  |            |                              |  |
| Národní třída          | Nationalstraße, Nationalallee |            |                              |  |
| Nerudová ulice         | Spornergasse                  |            | benannt nach Jan Neruda      |  |
| „Nové“ zámecké schody  | „Neue“ Schlossstiege          |            |                              |  |
| Nový Svět              | Neue Welt                     |            |                              |  |
| Ovocný trh             | Obstmarkt                     |            |                              |  |
| Pařížská třída         | Pariser Straße                |            |                              |  |
| Petrské náměstí        | Petersplatz                   |            |                              |  |
| Perlová ulice          | Perlgasse                     |            |                              |  |
| Platnéřská ulice       | Plattnergasse                 |            |                              |  |
| Pohořelec              | Brandstätte (?)               |            |                              |  |
| Prašná brána           | Pulverturm                    |            |                              |  |
| Rámová ulice           | Rahmgasse                     |            |                              |  |
| Řetězová ulice         | Kettengasse                   |            |                              |  |
| Revoluční třída        | Elisabethstraße               |            | Revolutionsallee             |  |
| Rytířská ulice         | Rittergasse                   |            |                              |  |
| Sněmovní ulice         | Landtagsgasse                 |            |                              |  |
| Staré zámecké schody   | Alte Schlossstiege            |            |                              |  |
| Staroměstské náměstí   | Altstädter Ring               | Altstadt   |                              |  |
| Štepánská ulice        | Stephansgasse                 | Neustadt   |                              |  |
| Thunovská ulice        | Thungasse                     |            |                              |  |
| Tržiště                | Neumarkt                      |            |                              |  |
| Truhlářská ulice       | Tischlergasse                 | Neustadt   |                              |  |
| Tynská ulice           | Teyngasse                     |            |                              |  |
| U milosrdných          | Barmherzigengasse             |            |                              |  |
| U radnice              | Am Rathaus                    |            |                              |  |
| U Lužického semináře   | Beim Lausitzer Seminar        |            |                              |  |
| U staré školy          | Altschulgasse                 |            |                              |  |
| Uhelný trh             | Kohlenmarkt                   |            |                              |  |
| Úvoz                   | Hohler Weg                    |            |                              |  |
| V Kotcích              | Zu den Marktbuden             |            |                              |  |
| Václavské náměstí      | Wenzelsplatz                  |            |                              |  |
| Valdštejnská ulice     | Waldsteingasse                |            |                              |  |
| Valdštejnské náměstí   | Waldsteinplatz                |            |                              |  |
| Velkopřevorské náměstí | Großprioratsplatz             |            |                              |  |
| Vlašská ulice          | Wälsche Gasse                 |            |                              |  |
| Žitná ulice            | Korngasse                     |            |                              |  |
| Zlatá ulička           | Goldenes Gässchen             | Hradschin  | Touristengasse               |  |